# Aleksandr Machowikow
Aleksandr Fiodorowicz Machowikow, ros. Александр Фёдорович Маховиков (ur. 12 kwietnia 1951 w Moskwie, Rosyjska FSRR) – rosyjski piłkarz, grający na pozycji obrońcy, a wcześniej pomocnika, reprezentant Związku Radzieckiego.

## Kariera piłkarska

### Kariera klubowa
Wychowanek juniorskiej drużyny stadionu ”Junyje Pioniery” (1964), a potem klubu Dinamo Moskwa. W 1970 rozpoczął karierę piłkarską w składzie pierwszej drużyny Dynama. W latach 1976–1982 pełnił funkcje kapitana drużyny. W 1985 roku przeszedł do Kubania Krasnodar, w którym w 1988 zakończył karierę piłkarską.

### Kariera reprezentacyjna
30 kwietnia 1972 debiutował w reprezentacji Związku Radzieckiego w spotkaniu kwalifikacyjnym do ME-1972 z Jugosławią zremisowanym 0:0. Łącznie rozegrał 25 meczów i strzelił 1 gola.
W 1975 rozegrał 5 meczów w olimpijskiej reprezentacji ZSRR.

## Sukcesy i odznaczenia

### Sukcesy klubowe
- mistrz ZSRR: 1976 (wiosna)
- brązowy medalista Mistrzostw ZSRR: 1973, 1975
- zdobywca Pucharu ZSRR: 1977
- zdobywca Pucharu Sezonu ZSRR: 1977
- finalista Pucharu Zdobywców Pucharów: 1972
- mistrz Spartakiady Narodów ZSRR: 1979

### Sukcesy reprezentacyjne
- wicemistrz Europy U-22: 1972

### Sukcesy indywidualne
- wybrany do listy 33 najlepszych piłkarzy ZSRR: Nr 1 (1977, 1978), Nr 2 (1979), Nr 3 (1975)

### Odznaczenia
- tytuł Mistrza Sportu: 1972
- tytuł Mistrza Sportu Klasy Międzynarodowej: 1979